# Il carbonaio
Il dipinto Il carbonaio (in francese, L'escarbilleur)  è opera del pittore Evert Larock.

## Storia e descrizione
In questo dipinto si vede un uomo, inginocchiato accanto ad un deposito di rifiuti di combustione, intento a scegliere i pochi frammenti di carbone e a raccoglierli in un paiolo di rame. Il pittore si è servito di una tavolozza di colori sobria, terrosa, spenta. L'uomo è uno dei diseredati della società industriale: ne vive - o ne sopravvive - ai margini, grazie agli scarti della produzione. Nel dipinto si vede solo un uomo, inginocchiato e poco identificabile da una materia fatta di terreno arido e di rifiuti.
Al centro della composizione, sottolineate da una punta di colore, sono le mani dell'uomo che fruga tra le ceneri: con un gesto lento, meticoloso, prudente per non prendere scottature, seleziona materia rifiutata dagli altri.
Quest'opera è un esempio significativo della corrente pittorica del realismo sociale, che si sviluppò in Belgio fra fine Ottocento ed inizio Novecento. Questi pittori marcavano le profonde differenze sociali e denunciavano, attraverso l'arte, le ingiustizie della società industriale. Un altro dipinto della maturità artistica di Evert Larock è L'idiota.

### Esposizioni
- 1901, Esposition 1901. Catalogue explicatif, Anversa (n. 28)
- 1937, Evert Larock. Herdenking, Kapelle-op-den-Bos (n. 36)
- 1943-1944, Rétrospective Evert Larock (1865-1901), Bruxelles (n. 4)
- 1952, De arbeid in de kunst van Meunier tot Permeke, Anversa, (n. 47)
- 1979, Arbeit und Alltag: Soziale Wirklichkeit in der belgischen Kunst, 1830-1914. Berlino, [3]
- 1980, Art et société en Belgique: 1848-1914, Charleroi[4]
- 1985-1986, Antwerpen 1900. Schilderijen en tekeningen, Anversa (n. 167)
- 1991-1992, Il lavoro dell'uomo da Goya a Kandinskij, Braccio di Carlo Magno, Città del Vaticano[5]